# Šluknov zastávka
Šluknov zastávka je železniční zastávka v katastrálním území Šluknov v okrese Děčín v km 11,572 železniční trati Rumburk–Sebnitz. Zastávka se nachází v nadmořské výšce 365 m.

## Historie
Trať byla zprovozněna v roce 1884, ale zastávka byla uvedena do provozu až v roce 1911 pod německým názvem Kaiserswalde, který se používal až do roku 1949. Pak nesla zastávka název Císařský a od roku 1961 pak Šluknov zastávka.
Železniční trať prošla modernizací v roce 2014. Původní dřevěný přístřešek byl snesen a nahrazen unifikovaným betonovým přístřeškem.

## Popis zastávky
V zastávce se u traťové koleje nachází jednostranné vnější nástupiště o délce 85 m (před modernizací mělo nástupiště délku 62 m), nástupní hrana je ve výšce 550 mm nad temenem kolejnice. U zastávky se v km 11,540 nachází přejezd P3547, na kterém trať kříží účelová komunikace. Přejezd je zabezpečen výstražnými kříži.